# Alex Mechanik
Alex Mechanik (Tampa, 18 ottobre 1986) è un montatore, regista, sceneggiatore, casting director e direttore della fotografia statunitense, candidato al Premio Oscar alla migliore sceneggiatura originale per May December.

## Biografia
Alex Mechanik è nato il 18 ottobre 1986 a Tampa, in Florida. Nel 2009 si è laureato presso la New York University Tisch School of the Arts. Dopo la laurea, ha lavorato come assistente di produzione di diversi programmi televisivi come The Apprentice. Successivamente ha lavorato come casting director a Ant-Man, The Divergent Series: Allegiant e The Nice Guys. Nel 2023 ha lavorato con la moglie Samy Burch alla sceneggiatura del film May December di Todd Haynes con Natalie Portman e Julianne Moore. Grazie a questo lavoro è stato candidato al Premio Oscar alla Oscar alla miglior sceneggiatura originale.

## Vita privata
Nel 2023 ha sposato la casting director e sceneggiatrice Samy Burch, incontrata mentre frequentava l'Università di New York.

## Filmografia

### Montatore

#### Televisione
- Teachers' Lounge - serie TV, 3 episodi (2013)
- Gourmet Makes - programma TV, 2 episodi (2019-2020)
- Almost Already Famous, regia di Brooke Bundy - film TV (2024)

#### Cortometraggi
- Family Dinner, regia di Samy Burch e Alex Mechanik (2012)
- All You Can Eat, regia di Samy Burch e Alex Mechanik (2013)
- Housewife Sonata, regia di Samy Burch e Alex Mechanik (2013)
- The Greggs, regia di Alex Mechanik, Brooke Bundy, Nigel DeFriez, Jessie Levandov, Robert Malone, Kira Pearson e Jonathan Rosenblit  (2014)
- Old Friends, regia di Brooke Bundy (2015)
- Bev, regia di Samy Burch e Alex Mechanik (2016)
- Crown Prince, regia di Samy Burch e Alex Mechanik (2017)
- And I Need a Haircut, regia di Staci Roberts Steele (2019)
- Ear Ache, regia di Alex Kavutskiy (2020)

### Regista
- Family Dinner, co-regia con Samy Burch - cortometraggio (2012)
- All You Can Eat, co-regia con Samy Burch - cortometraggio (2013)
- Housewife Sonata, co-regia con Samy Burch - cortometraggio (2013)
- The Greggs, co-regia con Brooke Bundy, Nigel DeFriez, Jessie Levandov, Robert Malone, Kira Pearson e Jonathan Rosenblit - cortometraggio (2014)
- Bev, co-regia con Samy Burch - cortometraggio (2016)
- Crown Prince, co-regia con Samy Burch - cortometraggio (2017)

### Sceneggiatore

#### Cinema
- May December, regia di Todd Haynes (2023)

#### Cortometraggi
- All You Can Eat, regia di Samy Burch e Alex Mechanik (2013)
- Crown Prince, regia di Samy Burch e Alex Mechanik (2017)

### Casting director
- Ant-Man, regia di Peyton Reed (2015)
- The Divergent Series: Allegiant, regia di Robert Schwentke (2016)
- The Nice Guys, regia di Shane Black (2016)
- Bev, regia di Samy Burch e Alex Mechanik - cortometraggio (2016)

### Direttore della fotografia
- Family Dinner, regia di Samy Burch e Alex Mechanik - cortometraggio (2012)
- All You Can Eat, regia di Samy Burch e Alex Mechanik - cortometraggio (2013)
- Crown Prince, regia di Samy Burch e Alex Mechanik - cortometraggio (2017)

### Produttore
- The Greggs, regia di Alex Mechanik, Brooke Bundy, Nigel DeFriez, Jessie Levandov, Robert Malone, Kira Pearson e Jonathan Rosenblit - cortometraggio (2014)
- Bev, regia di Samy Burch e Alex Mechanik - cortometraggio (2016)
- Crown Prince, regia di Samy Burch e Alex Mechanik - cortometraggio (2017)
- And I Need a Haircut, regia di Staci Roberts Steele - cortometraggio (2019)

### Attore
- Are You Here, regia di Matthew Weiner (2013)
- Salesmanship, regia di Brooke Bundy e Helen Rogers (2016)

## Riconoscimenti
- Premio Oscar
  - 2024 - Candidatura alla migliore sceneggiatura originale per May December
- Independent Spirit Awards
  - 2024 - Migliore sceneggiatura d'esordio per May December
- Writers Guild of America Award
  - 2024 - Candidatura alla migliore sceneggiatura originale per May December
- Boston Online Film Critics Association
  - 2023 - Miglior sceneggiatura per May December
- Slamdance Film Festival
  - 2014 - Spirit of Slamdance Award per The Greggs
  - 2014 - Candidatura al miglior cortometraggio narrativo per The Greggs